# Pálfy Alice
Pálfy Alice névvariánsok: Förster, Pálfy Aliz, Pálffy Aliz (Budapest, 1926. október 25. – Kaposvár, 2005. március 3.) magyar színésznő.

## Életpályája
Édesapja cseh származású volt, anyai nagyszülei erdélyiek. Pályájáról mesélte 1996-ban:

„Nem a szirupos történetek, hanem az énekesi feladatok vonzottak. A zene, az álomszép dallamvilág.…Mivel sok helyen vendégként léptem fel, egy színpadon játszhattam Sárdyval, Latabárral, Honthy Hannával is. A „fiúk” bűbájosak voltak, Hannától viszont félni kellett. Ő nyílt színen is hangosan megkérdezte hibázó partnerétől: tényleg ezt akartad mondani?”

1952-ben végzett a Liszt Ferenc Zeneművészeti Főiskola opera tanszakán, és hegedűtanári képesítést is szerzett. Pályáját a szolnoki Szigligeti Színháznál kezdte, majd a Miskolci Nemzeti Színházhoz szerződött. 1954 és 1969 között több alkalommal az Állami Déryné Színháznál, 1956-tól a Békés Megyei Jókai Színházban szerepelt. 1959-től volt a kaposvári Csiky Gergely Színház társulatának művésze. 1976-ban, pályájának 25 éves jubileumán a Film Színház Muzsika című lap megírta, hogy addig 68 primadonnaszerepet énekelt és játszott el. Vendégművészként fellépett a zalaegerszegi Hevesi Sándor Színházban is. Sikereit főleg zenés darabokban aratta. Opera- és operettszerepeket alakított, később prózai színésznőként karakterfigurákat jelenített meg. Éneket tanított a kaposvári színházban és tagja volt a kaposvári székesegyház kórusának is. Színésznőként, nyugdíjas éveiben is foglalkoztatták. 
Férje, Somos István karnagy volt.

## Fontosabb színházi szerepei
- Ivan Szergejevics Turgenyev: Egy hónap falun... Anna Szemjonovna, Iszlajev anyja
- Friedrich Dürrenmatt: A milliomosnő látogatása... Első asszony
- ifj. Johann Strauss: A cigánybáró... Szaffi
- ifj. Johann Strauss: A denevér... Adél
- Leo Fall: Pompadour... Mme Pompadour
- Leo Fall: Sztambul rózsája... Midili Hanum
- Giacomo Puccini: Pillangókisasszony... Cso-cso-szán
- Jacques Offenbach: Orfeusz... Euridiké
- Jacques Offenbach: Gerolsteini nagyhercegnő... Anna nagyhercegnő
- Kálmán Imre: Marica grófnő... Marica; Liza
- Kálmán Imre: A cirkuszhercegnő... Fedora Palinska hercegnő
- Kálmán Imre: A montmarte-i ibolya... Violetta
- Kálmán Imre: A bajadér... Darimonde Odette
- Kacsóh Pongrác: János vitéz... A francia királylány
- Ábrahám Pál: Viktória... Viktória
- Ábrahám Pál: Bál a Savoyban... Madelaine
- Huszka Jenő: Lili bárónő... Lili
- Huszka Jenő: Gül Baba... Leila
- Huszka Jenő: Mária főhadnagy... Antónia
- Farkas Ferenc: Csínom Palkó... Zsuzsika
- Eisemann Mihály – Baróti Géza: Bástyasétány 77... Anna
- Szirmai Albert – Bakonyi Károly – Gábor Andor: Mágnás Miska... Rolla
- Jacobi Viktor: Sybill... Sybill
- Jacobi Viktor: Leányvásár... Lucy
- Vaszy Viktor – Dékány András – Baróti Géza: Dankó Pista... Ilonka
- Schönthan testvérek – Kellér Dezső – Horváth Jenő – Szenes Iván: A szabin nők elrablása... Irma
- Gádor Béla – Kerekes János: Állami Áruház... Ilonka, Bezzegh bácsi leánya
- Lehár Ferenc: A mosoly országa... Liza
- Lehár Ferenc: A víg özvegy... Glavári Hanna
- Lehár Ferenc: Luxemburg grófja... Angela
- Lehár Ferenc: Pacsirta... Garami Vilma, operaénekesnő
- Lehár Ferenc: Cigányszerelem... Zórika
- De Fries Károly: Ilyenek a férfiak... Mária
- Franz Schubert – Berté Henrik: Három a kislány... Médi
- Ödön von Horváth: Kasimír és Karoline... Kövér hölgy
- Ránki György – Romhányi József: Muzsikus Péter... Harmónia tündér
- Heltai Jenő: A néma levente... Monna Mea
- Kosztolányi Dezső: Pacsirta... Garami Vilma
- Kosztolányi Dezső: Édes Anna... Karvaly Erzsébet, egy kerületi bába
- Molnár Ferenc: A doktor úr... Lenke
- Molnár Ferenc: Az üvegcipő... Adél anyja
- Kertész Imre: Bekopog a szerelem.. Kati
- Peter Buckman: Most mind együtt... Hanna
- Paul Burkhard: Tűzijáték... Karlina, Oberholzer felesége
- Ray Lawler: A tizenhetedik baba nyara... Emma, Olive anyja
- Nyikolaj Robertovics Erdman: Az öngyilkos... Öregasszony
- Háray Ferenc: Mesebál... Hamupipőke és Erdei tündér
- Grimm fivérek – Szedő Lajos: Hamupipőke... Hamupipőke
- Szamuil Jakovlevics Marsak: A bűvös erdő... Hoppmesterné

## Filmes és televíziós szerepei
- Kisváros

- Infarktus a postán című rész (1998)
- Ámbár tanár úr (1998)
- Szép napok (2002)

## Díjai, elismerései
- Pro Urbe Kaposvár